# Giovanni Cati
Giovanni Cati (Ferrara, 1490 circa – ...) è stato un vescovo cattolico e filosofo italiano.

## Biografia
Nato a Ferrara nella nobile famiglia Cati, entrò nell'Ordine dei Servi di Maria.. Seguì gli insegnamenti dei teologo San Tommaso e del francescano Duns Scoto.
Per le sue qualità dialettiche di predicatore, nel 1520 papa Leone X lo nominò vescovo titolare di Sebastea. Servì la Chiesa a Roma con Leone X e con papa Adriano VI.